# The First Eleven Years 然後呢 - 1997-2007陳奕迅跨世紀國語精選
《The First Eleven Years 然後呢 - 1997-2007陳奕迅跨世紀國語精選》是香港歌手陳奕迅2008年國語精選輯，於2008年3月31日發行。

## 專輯簡介
這是陳奕迅加入環球唱片後第一張國語精選輯，但當時陳奕迅經環球唱片出版的國語專輯只有兩張（《怎麼樣》及《認了吧》），連帶粵語專輯《U87》附送的兩首國語歌曲，只有合共20首國語歌曲，推出國語精選輯根本是不夠數量。於是環球唱片特地購下了陳奕迅在台灣的舊公司艾迴及立得推出的國語歌曲的版權，連同公司現有的國語歌曲，選出30首陳奕迅在10年內最令人難忘的國語歌曲，造成了這張「跨世紀」的國語精選輯。精選輯在台灣推出後反應非常理想，進佔台灣G-music台灣風雲榜長達16週（12-27週），最高位置達第二位。

## 曲目

### Disc 1
1. K歌之王
2. 十年
3. 淘汰
4. 愛是懷疑
5. 想哭
6. 聖誕結
7. 婚禮的祝福
8. 煙味
9. 對不起 謝謝
10. 好久不見
11. 低等動物
12. 我們都寂寞
13. 謝謝
14. 阿怪
15. 狂人日記

### Disc 2
1. 愛情轉移
2. 你的背包
3. 預感
4. 謝謝儂
5. 兄妹
6. 全世界失眠
7. 不如這樣
8. 要你的
9. 不睡
10. 紅玫瑰
11. 拔河
12. 不然你要我怎麼樣
13. 世界
14. 人造衛星
15. 醞釀